# Mednyánszky Mária
Mednyánszky Mária, Klucsik Jenőné (Budapest, 1901. április 7. – Budapest, 1978. december 22.) tizennyolcszoros világbajnok asztaliteniszező, edző.
1925-től az MTK (Magyar Testgyakorlók Köre) asztaliteniszezője volt. 1926-tól 1936-ig összesen huszonkilencszer szerepelt a magyar válogatottban. Az ebben az időszakban rendezett világbajnokságokon összesen huszonnyolc érmet – közöttük tizennyolc aranyérmet – nyert, és ezzel máig ő a sportág történetének legeredményesebb női versenyzője. Öt egyéni világbajnoki címe mellett női párosban egyet nyert az osztrák Fanchette Flamm-al és további ötöt Sipos Annával. Vegyes párosban két bajnoki címet nyert Mechlovits Zoltánnal és további négyet Szabados Miklóssal. A válogatottságtól az 1936. évi prágai világbajnokság után vonult vissza, ahol harmincöt évesen még egy ezüst- és egy bronzérmet sikerült nyernie. Pályafutása alatt összesen huszonkét magyar bajnoki címet nyert, 1932-ben tagja volt a BBTE férfi bajnokcsapatának is. Az aktív sportolást 1939-ben fejezte be.
Visszavonulása után, 1941-től 1942-ig a magyar női asztalitenisz válogatott szövetségi kapitánya volt.

## Sporteredményei
- tizennyolcszoros világbajnok:
  - egyes: 1926, 1928, 1929, 1930, 1931
  - női páros: 1928, 1930, 1931, 1932, 1933, 1934,[4] 1935
  - vegyes páros: 1926, 1928, 1930, 1931, 1933, 1934[4]
- hatszoros világbajnoki 2. helyezett:
  - egyes: 1932, 1933
  - vegyes páros: 1932, 1936
  - csapat:1934, 1935
- négyszeres világbajnoki 3. helyezett:
  - női páros: 1929, 1936
  - vegyes páros: 1929, 1935
- huszonkétszeres magyar bajnok
  - egyes: 1928, 1929, 1930, 1932, 1933, 1934
  - női páros: 1929, 1930, 1932, 1933, 1934, 1936, 1939
  - vegyes páros: 1928, 1929, 1933, 1934
  - férfi csapat: 1932
  - női csapat: 1937, 1938, 1939, 1940

## Díjai, elismerései
- Az európai asztalitenisz hírességek csarnokának tagja (2015)[5]

## Emlékezete
- Klucsik Mari, Klucsik László: Hosszú az út a halhatatlanok csarnokáig. Mednyánszky Mária életregénye,  ETO-Print Nyomdaipari Kft, Budapest.